# Xiphosomella
Xiphosomella is een geslacht van insecten uit de orde vliesvleugeligen (Hymenoptera) en de familie Ichneumonidae.

## Soorten
- X. agana Gauld, 2000
- X. aida Gauld, 2000
- X. belinda Gauld, 2000
- X. boliviensis Szepligeti, 1906
- X. bonera Gauld, 2000
- X. brasiliensis Szepligeti, 1905
- X. cerutis Gauld, 2000
- X. cinctata Gauld, 2000
- X. claudei Gauld, 2000
- X. crassipes Dasch, 1979
- X. cremastoides Szepligeti, 1905
- X. ctenator Gauld, 2000
- X. daphne Gauld, 2000
- X. deceptor Gauld, 2000
- X. denticulella Gauld, 2000
- X. dubia (Brues, 1911)
- X. ephusia Gauld, 2000
- X. evadne Gauld, 2000
- X. falsata Gauld, 2000
- X. folicana Gauld, 2000
- X. forgana Gauld, 2000
- X. gasmia Gauld, 2000
- X. gethne Gauld, 2000
- X. gomesi Costa Lima, 1954
- X. helori Gauld, 2000
- X. hippolita Gauld, 2000
- X. insularis (Ashmead, 1894)
- X. jacusme Gauld, 2000
- X. kismeta Gauld, 2000
- X. lacuna Gauld, 2000
- X. merida Gauld, 2000
- X. microdonta (Cameron, 1905)
- X. nigroornata (Cameron, 1908)
- X. ozne Gauld, 2000
- X. pesada Gauld, 2000
- X. pirema Gauld, 2000
- X. pirri Gauld, 2000
- X. pulchripennis (Szepligeti, 1906)
- X. quadrator (Fabricius, 1804)
- X. quinta Gauld, 2000
- X. roxana Gauld, 2000
- X. rufina Gauld, 2000
- X. setoni Johnson, 1969
- X. slenda Gauld, 2000
- X. stenomae Cushman, 1924
- X. sulphira Gauld, 2000
- X. tricarinata (Cameron, 1911)
- X. tsiphone Gauld, 2000
- X. ulva Gauld, 2000
- X. velora Gauld, 2000
- X. wirra Gauld, 2000
- X. xora Gauld, 2000
- X. zilla Gauld, 2000
- X. zirconia Gauld, 2000